# وزارة الاتصالات والمعلومات (سنغافورة)
وزارة الاتصالات والمعلومات (بالملايوية: Kementerian Perhubungan dan Penerangan)‏؛ (بالصينية: 通讯及新闻部)؛ (بالتاميلية: தொடர்பு, தகவல் அமைச்சு)‏ هي وزارة تابعة لحكومة سنغافورة مسؤولة عن الإشراف على تطوير تكنولوجيا المعلومات والاتصالات والأمن السيبراني وقطاعات الإعلام، فضلاً عن سياسات المعلومات والاتصالات العامة للحكومة. كما أنها مسؤولة عن صيانة المكتبة الوطنية والأرشيفات الوطنية والمكتبات العامة.

## وصلات خارجية
- الموقع الرسمي لوزارة الاتصالات والمعلومات